# Epitonium deschampsi
Epitonium deschampsi is een slakkensoort uit de familie van de Epitoniidae. De wetenschappelijke naam van de soort is voor het eerst geldig gepubliceerd in 2003 door Garcia.